# Міць
«Міць» (пол. Forta) — науково-фантастичний роман польського письменника Міхала Холеви, написаний 2014 року. У 2015 році був нагороджений премією Януша А. Зайделя. Третя книга з серії «Алгоритм війни». Належить до піджанру військова наукова фантастика.

## Сюжет
Атропос — кам'яна й темна планета. Колонія на ній протягом багатьох років була відрізана від решти людства. Через багато років рятувальна експедиція прибула на борт крейсера союзу. Відрізані від підтримки на суворій планеті, солдати Союзу повинні зіткнутися з таємничим ворогом, щоб розгадати таємницю світу, який вторгся на планету. Капрал Вежбовський та його підрозділ втягнуті в небезпечну гру.